# Acer shihweii
Acer shihweii là một loài thực vật có hoa trong họ Bồ hòn. Loài này được F.Chun & W.P.Fang mô tả khoa học đầu tiên năm 1966.